# Rafael Hoyos Rubio
Rafael Hoyos Rubio (Cajamarca, 8 de enero de 1924 - Frontera Perú-Ecuador, 5 de junio de 1981) fue un militar peruano, que ostentó el grado de General de Ejército y ocupó la Comandancia en Jefe del Ejército del Perú desde el 5 de diciembre de 1980 hasta junio de 1981.

## Biografía
Fue hijo de Orestes Hoyos Rocha y de Victoria Rubio Villacorta.
Estuvo casado con la señora Nelly De Vinatea, con quien tuvo seis hijos: Rafael (quien también llegó a General del Ejército), María Victoria, Raúl (General de la Fuerza Aérea Peruana), Luis (Oficial del Ejército peruano), Nelly y Carmen. 
Realizó sus estudios primarios y secundarios en la ciudad de Cajamarca.  En 1942 ingresó al Ejército como soldado voluntario y pasó a cursar estudios en la Escuela de Clases. En marzo de 1944 ingresa a la Escuela Militar de Chorrillos, graduándose como Subteniente de Infantería con la 50.ª Promoción “Junín”. 
A lo largó de su carrera prestó servicios en las diferentes guarniciones de la República, además fue instructor de la Escuela Militar de Chorrillos y de la Escuela de Infantería. Entre 1966 y 1968 se desempeñó como agregado militar en Chile. Como general de Brigada fue jefe del Destacamento de las Fuerzas Especiales y comandante general de la Novena División Blindada. Durante el gobierno del general Juan Velasco Alvarado se desempeñó como Ministro de Alimentación.
En 1978 ostentando ya el grado de general de División, se desempeñó como comandante general de los Centros Académicos y jefe de Estado Mayor General del Ejército en 1979. Presidente del Comando Conjunto de las Fuerzas Armadas (1979-1980).
En 1981 fue comandante general del Ejército y como tal tuvo a su cargo las operaciones de la Cordillera del Cóndor, actuando en el PV-22 (Falsa Paquisha) en la confrontación con Ecuador. En junio de ese año, mientras realizaba una visita de comando, un accidente aéreo segó su vida junto a la del Mayor EP Alfredo Maúrtua Landázuri quien era el piloto del helicóptero accidentado.
Su hermano Jorge Hoyos Rubio sería alcalde provincial de Cajamarca.
En Lima uno de los fuertes más importantes del Ejército llevas su nombre, en la ciudad de Cajamarca, una avenida lleva su nombre, así como el Colegio Militar de esta ciudad.
El General Hoyos Rubio, que había sido uno de los conspiradores en el golpe de Velasco, invocaba a los oficiales para que nunca más se dejaran ilusionar con las salvaciones a la patria. De esos pronunciamientos -decía Hoyos- la Patria no se salva y sí queda vulnerada la unidad de los militares.

### Estudios de capacitación
En 1955 ingresó a la Escuela Superior de Guerra. Después realizó cursos de perfeccionamiento de Táctica en Fort Gulick, Panamá; y de Infantería Avanzado en Fort Benning, Estados Unidos.

## Premios y reconocimientos
- Orden Militar de Ayacucho en el grado de “Caballero”
- Cruz Peruana al Mérito Militar en el grado de oficial
- Orden de Mayo en el grado de Comendador otorgada por el gobierno argentino
- Gran Cruz de la Orden del Mérito Militar, del gobierno español

En el 2007 fue fundado el Colegio Militar "General de División Rafael Hoyos Rubio" en la ciudad de Cajamarca.